# Ricky Trevitazzo
Elverht Rodríguez Trevitazzo (Callao, 22 de agosto de 1977), conocido por su nombre artístico Ricky Trevitazzo, es un cantante y personalidad de televisión peruano. Alcanzó reconocimiento por haberse consolidado su carrera musical en la cumbia peruana y formado parte de la boyband Skándalo.

## Biografía
Proveniente de una familia de clase media baja, vivió sus primeros años en su ciudad natal Callao.[cita requerida]
Trevitazzo comenzó su carrera artística en el año 1999, formando parte de la boyband peruana Skándalo y compartió escenario junto a los otros integrantes Luigui Carbajal, Luis Sánchez y su hermano Ronald Trevitazzo, donde popularizó con el tema musical «Colegiala». Sin embargo, debido a sus problemas de conducta, en el año 2002 fue separado de Skándalo, siendo reemplazado por el cantante Giovanni Krall, y regresó más tarde al grupo en 2006.[cita requerida]
Continuó su carrera musical incorporándose al conjunto Grupo América, reemplazando al cantante Marco Antonio Guerrero en 2009. A lo paralelo, participó como actor cómico en los programas humorísticos Recargados de risa y Risas de América durante el periodo 2008-2013. Cocondujo el espacio musical Ritmo sabroso por el canal Panamericana en 2009 al lado de Maricarmen Marín y July Pinedo.
En el año 2010 se une a Orquesta Candela, donde interpretaría la versión cumbia de «Ésta noche» del cantautor Pelo d'Ambrosio y «Cuando te enamoras», volviendo por un breve tiempo en 2016. Años más tarde, en 2013 interpreta el tema musical «La chelita» con Kalé la Evolución y al año siguiente, se incorpora al conjunto Kumbia Stars, convirtiéndose en el cuarto integrante de la banda, además de lanzar el nuevo material «La otra». Durante mediados de los 2010, participó en el reality show Bienvenida la tarde en el rol de competidor y regresa a la música en 2016 formando su propia agrupación de cumbia peruana Palo Blanco, haciendo su debut como solista con el tema «La botella» en el formato de cumbia villera; tiempo después, al año siguiente, Trevitazzo cambió el nombre a su conjunto como La Súper Banda.
En el año 2019, se unió con Carbajal en el proyecto Luigui & Ricky en el cual ambos realizaron nuevas versiones de sus canciones con Skándalo. Volvió a trabajar con él en 2021 para lanzar el sencillo «Fue díficil», sumándose el cantante Giovanni Krall. En 2024, Trevitazzo anunció la cancelación del proyecto y solicitó a los promotores que no se incluyera a Carbajal en futuras colaboraciones.
Tras alejarse por un tiempo de la televisión y de atravesar sus problemas personales producto de su captura por pensión de alimentos, Trevitazzo concursa en el reality culinario El gran chef famosos en 2024, donde competiría con otras celebridades locales en formato de dupla. En ese mismo año, fue internado a causa de un cuadro infeccioso de dengue junto a su pareja Brenda Vargas en su domicilio en el distrito de Bellavista; cuatro días más tarde, ambos fueron dados de alta.

## Discografía

### LP
- 2016: La botella
- 2017: La Súper Banda
- 2021: Fue dificil

## Televisión
| Año       | Título                 | Rol                             | Notas                   |
| --------- | ---------------------- | ------------------------------- | ----------------------- |
| 2008-2011 | Recargados de risa     | Actor cómico                    | América Televisión      |
| 2009      | Ritmo sabroso          | Copresentador                   | Panamericana Televisión |
| 2012-2013 | Risas de América       | Actor cómico                    | América Televisión      |
| 2014      | Tu cara me suena       | Participante interino           | Latina Televisión       |
| 2014-2015 | Bienvenida la tarde    | Competidor                      | Latina Televisión       |
| 2015      | Igualitos              | Invitado especial               | Panamericana Televisión |
| 2016      | Los reyes del playback | Participante invitado           | Latina Televisión       |
| 2024      | El gran chef famosos   | Participante (temporada 6 y 11) | Latina Televisión       |